# Šaukėnai
Šaukėnai is een plaats in het Litouwse district Šiauliai. De plaats telt 721 inwoners (2001).